# Christen
Een christen is een aanhanger van het christendom, of (in meer strikte zin) een volgeling van Jezus Christus.
Een vrouwelijke christen werd vroeger wel christin genoemd.
Anno 2024 zijn er naar schatting 2,6 miljard christenen. Dat betekent dat meer dan een vierde van de wereldbevolking christen is.

## Ontstaansgeschiedenis
De term 'christen' werd voor het eerst gebruikt in Antiochië (hoofdstad van de Romeinse provincie Syria, in het huidige Turkije, bij de grens met Syrië) nadat in Jeruzalem een vervolging was uitgebroken tegen aanhangers van Christus, waar ook de latere apostel Paulus (toen Saulus) aan meedeed. De vervolgden vluchtten weg en raakten verstrooid tot in Fenicië (ook in Syria), Cyprus en Antiochië. Daar kwam toen ook een groot aantal Grieken tot geloof, die daarna een jaar lang onder leiding van Barnabas en de intussen bekeerde Paulus onderwezen werden in wat het christelijk geloof inhield. In die tijd begonnen de mensen deze gelovigen 'christenen' te noemen.
Etymologisch gezien is de term afkomstig van het Griekse woord Χριστιανός (Christianos), dat 'volger van Christus' betekent. Het woord Χριστός (Christos) zelf betekent 'gezalfde'. Deze Griekse afstamming is ook terug te vinden in de naam voor christen in andere Europese talen, zoals het Engelse Christian en het Franse Chrétien.
Voor zover het de verspreiding naar Syrië, Turkije, Griekenland en Italië betreft, is een Bijbels gezichtspunt op de geschiedenis van de eerste christenen te vinden in het Bijbelboek Handelingen.

## Christenen en religieuze regels

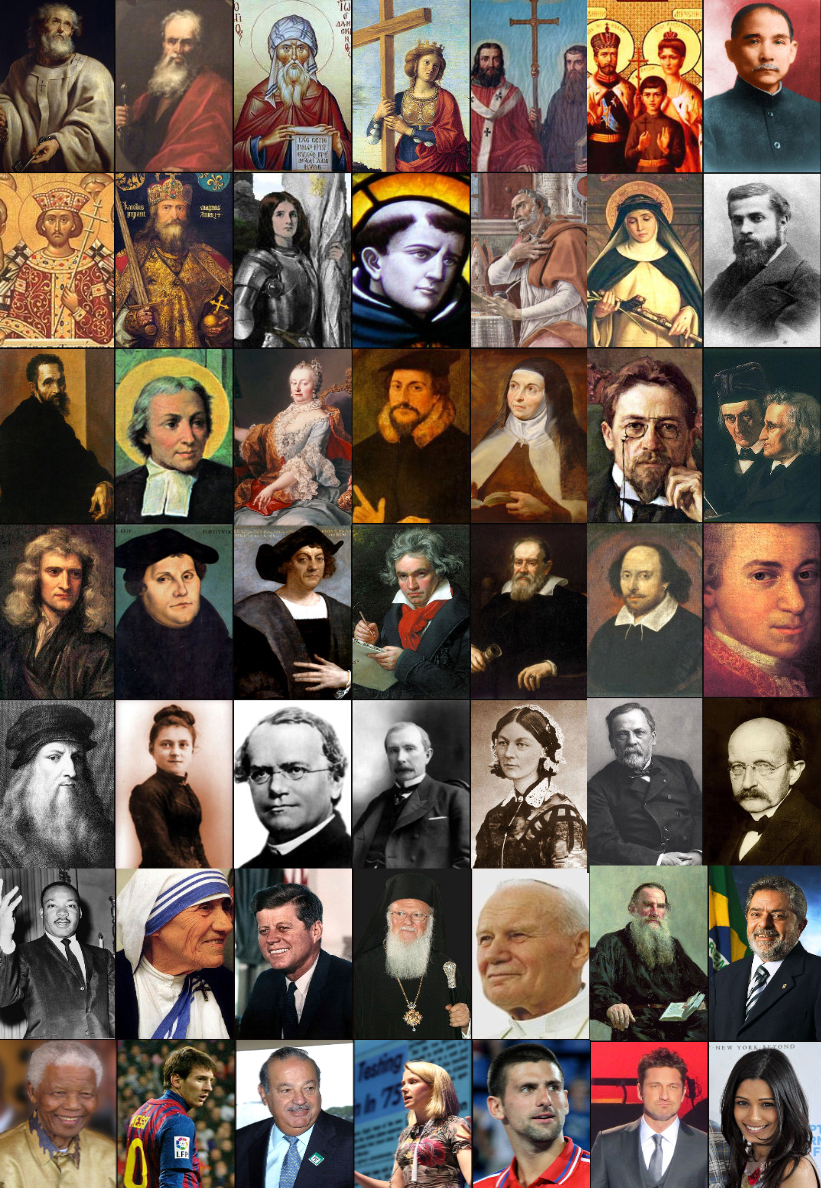
Beroemde christenen.

Een christen gelooft dat hij God dient om hem te eren, en niet om daarmee vergeving en genade te verdienen. Er zijn in het christendom geen verplichte gebedstijden (hoewel sommige kerkgenootschappen en kloosterorden ook gebeden hebben, zoals het Angelus op vastgelegde tijdstippen of de zondagsplicht) of (met uitzondering van enkele groeperingen) spijswetten. De handreikingen voor het leiden van een goed leven zijn onder meer de Tien geboden en de "vrucht van de Geest", zoals beschreven in Galaten 5:22. Rooms-katholieken kennen onder andere nog de vijf geboden van de Heilige Kerk.
Volgens de meeste stromingen en interpretaties van het christendom is de mens zondig van natuur en geneigd tot alle kwaad. Christenen beschouwen de kruisdood van Jezus als een verlossende daad, waardoor zonden, indien er sprake is van oprecht berouw, worden vergeven. Dat wil niet zeggen dat christenen geloven dat daarmee alles is toegestaan. Een christen probeert na zijn bekering uit liefde voor God in navolging van Jezus in harmonie met zijn medemens te leven. Er is onder christenen echter wel discussie over de vraag wat dit navolgen van Jezus precies inhoudt.
Uit de Bijbel blijkt dat die discussie al vanaf het begin is gevoerd. De eerste generatie christenen bestond namelijk hoofdzakelijk uit Joden, terwijl de tweede generatie al aanzienlijk meer niet-Joden telde. Onder beide groeperingen ontstond in die tijd verwarring over de vraag of de nieuwe niet-Joodse christenen zich nu ook aan alle joodse wetten dienden te houden. Onder meer in hoofdstuk 15 van het Bijbelboek Handelingen, wordt beschreven hoe de apostelen de gemoederen trachten te sussen, als er een discussie gaande is over de spijswetten en de besnijdenis. Petrus meende met Jakobus dat niet-Joodse christenen niet te zwaar belast moesten worden met wetten en voorschriften waar zelfs de Joden niet aan konden voldoen (Hand.15:10). Na hierover overeenstemming binnen de kring der apostelen te hebben bereikt, schrijft men een brief ter bemoediging aan de niet-Joodse christengemeenten in Antiochië, Syrië en Cilicië. Het belangrijkste citaat: (Hand.15:28,29) In overeenstemming met de heilige Geest hebben wij namelijk besloten u geen andere verplichtingen op te leggen dan wat strikt noodzakelijk is: onthoud u van offervlees dat bij de afgodendienst is gebruikt, van bloed, van vlees waar nog bloed in zit, en van ontucht. Als u zich hier aan houdt, doet u wat juist is. Het ga u goed.

## Christenen en anderen

### Christenen en joden
Het christendom is ontstaan uit het Palestijnse en het Hellenistische Jodendom van de eerste eeuw. Van meet af aan was er wrijving tussen de twee godsdiensten, al werd de eerste messiaanse gemeente nog als sekte binnen het Jodendom gezien. Zij hielden de Tora, net als veel messiasbelijdende joden in de eenentwintigste eeuw doen en de zogenaamde messiaanse beweging. In 70 en in 132 deden de christenen niet mee met de opstanden tegen de Romeinen. De eeuwen daarna werden beide minderheden bij tijd en wijle vervolgd door de Romeinse overheid. Vanaf 325 is het Romeinse en het Byzantijnse Rijk gekerstend. Christenen werden bevoordeeld en Joden zijn vanaf die tijd periodiek ernstig vervolgd door christenen. Voorbeelden zijn de kruistochten, met zowel bij het begin van de tocht in Duitsland als bij de aankomst in Jeruzalem; de Reconquista in de 15e eeuw in Spanje, de pogroms in Rusland, het latente kerkelijke antisemitisme, dat de nazi's in de kaart speelde alsook vervolgingen in andere landen.
Na de Tweede Wereldoorlog tot op heden ondersteunen overwegend christelijke landen joodse cultuurgemeenschappen in deze landen alsook de joodse staat Israël op diplomatiek, militair, cultureel en economisch vlak. Men spreekt in de 20e en 21e eeuw ook veelal van de joods-christelijke cultuur als basis voor het Westen. Deze ontwikkelingen hebben (mede) een toename van islamitisch extremisme tot gevolg waarbij extreem islamitische propaganda de christenen en joden een samenzwering wordt toegedicht. Deze samenzwering zou de invasies in Afghanistan en Irak alsook ondersteuning van dictators in de islamitische wereld tot gevolg hebben.

### Christenen en moslims
De geschiedenis van christenen en moslims kenmerkt zich sinds het ontstaan van de islam met name door oorlogen in de volgende hoofdfasen:
- Circa 620 - 630: verovering van het Arabisch Schiereiland door Mohammed.
- Circa 630 - 660: verovering van het noorden van het hedendaagse Egypte en Libië ten koste van Byzantium en de Kopten, alsook verovering van Perzië, beide door het kalifaat Rashidun. Hiermee werd ook het Zoroastrisme vrijwel tot niets teruggebracht.
- Circa 660 - 750: verovering van Centraal-Azië en het noorden van het hedendaagse Algerije, Tunesië, Marokko en zuiden van Spanje door het Omajjadenkalifaat. Het nestorianisme werd hiermee tot vrijwel niets teruggebracht.
- Circa 1000 - 1500: verovering van Byzantium door het Ottomaanse rijk: het hedendaagse Turkije, Armenië, zuiden van Rusland en de Balkan. De Byzantijnse oosters-orthodoxe kerken werden daarmee tot vrijwel niets teruggebracht en werden voortgezet als de Russisch-Orthodoxe Kerk.

De uitbreiding van het Ummayadis-kalifaat werd tegengehouden door de Franken in de slag bij Poitiers in 732. De uitbreiding van het Ottomaanse Rijk werd meerdere malen tegengehouden door Europese christelijke legers: het beleg van Wenen in 1529 en het beleg van Wenen in 1683. Spanje werd op de moslims heroverd door de christelijke Spanjaarden tijdens de reconquista van ongeveer 800 tot 1500.
Gedurende de middeleeuwen werden door christelijke legers uit Europese landen kruistochten ondernomen naar het Heilige Land en kwamen daar frequent in botsing met de islamitische heersers.
Tijdens de 19e, 20e en 21e eeuw werd het Ottomaans Rijk langzaam maar zeker ontmanteld waardoor Balkanstaten zich als onafhankelijke christelijke staten konden vestigen. De 20e en 21e eeuw kenmerk(t)en zich echter door een toename van onderdrukking en vervolging van christenen in islamistische landen: vrijwel het gehele Midden-Oosten maar ook in Zuidoost Azië (Indonesië) en in Afrika in (Noord-)Soedan. In het overwegend islamitische noorden van Nigeria worden de christenen vaak aangevallen door extremistische moslims, zoals de Boko Haram-sekte. Landen met aanzienlijke minderheden christenen in het Midden-Oosten aan het begin van de 20e eeuw (Libanon, Irak, Syrië, Turkije) hebben vrijwel allen vrijwel geen christenen als inwoner meer of maken op dit moment een proces van vervolging van christenen door extremistische moslims door. Zuid-Soedan is bijvoorbeeld (mede) het product van vervolging van christenen door moslims.

### Christenen en hindoes
Christenen en Hindoes hebben tot het kolonialisme van de 17e, 18e, 19e en 20e eeuw weinig interactie gekend. Met uitzondering van de kleine christelijke gemeenschappen in India (Thomaschristenen, Syro-Malabar-Katholieke Kerk en Malankara Jacobitisch-Syrisch-Christelijke Kerk) die ontstonden tijdens de eerste eeuw was er tot de komst van de Portugezen en andere Europese mogendheden vrijwel geen interactie.

### Christenen en boeddhisten
Christenen en boeddhisten hebben tot het kolonialisme van de 17e, 18e, 19e en 20e eeuw weinig interactie gekend. Met uitzondering van het nestorianisme, dat ontstond vanaf de eerste eeuw, was er tot de komst van de Portugezen en andere Europese mogendheden vrijwel geen interactie. Door bekeringen ontstonden in China, Japan en Zuid-Korea en andere overwegend boeddhistische landen echter christelijke minderheden.

### Christenen en communisme/kapitalisme
Hoewel er zeker een doctrine van verzet uit de christelijke leer te halen valt, wordt christenen vaker voorgehouden dat ze de overheid moeten gehoorzamen. Christenen zijn daarom nogal eens behoudend, ook op sociaal-economisch gebied.
Met name het revolutionaire socialisme en het communisme zagen daardoor, en door de geschriften van Karl Marx, christenen vaak als klassevijand en vervolgden hen (in de 21e eeuw alleen nog in China, Noord-Korea en Vietnam).
Het kapitalisme en het christendom hebben traditioneel weinig spanningen vergeleken met bijvoorbeeld de vervolging van christenen in communistische landen (met name in de 20e eeuw) en in islamistische landen (sinds het ontstaan van de islam). Het christendom staat in veel kapitalistische samenlevingen echter wel onder druk door verregaande secularisatie.

## Niet-christenen over christenen
Over christenen is in de loop der tijd op verschillende manieren gedacht. Zo dachten de Romeinen aan het begin van onze jaartelling dat christenen kannibalen waren. In werkelijkheid werd geloofd dat de gelovigen tijdens erediensten met het breken van brood en het drinken van wijn deelgenoot worden aan Jezus' bloed en gekruisigde lichaam. Tegenwoordig vinden deze maaltijden nog steeds plaats.
Met name evangelische christenen menen in Christus een schat te hebben gevonden, die ze niet voor zichzelf mogen houden. Deze missionaire opstelling botst vaak met het postmodernisme dat in veel westerse samenlevingen dominant is. Daar komt bij dat met name het orthodoxe calvinisme nogal eens de indruk wekt haar normen, bijvoorbeeld inzake de zondag, te willen opleggen aan andersdenkenden. Dit maakt christenen niet altijd populair.